# Histoire des Juifs en Nouvelle-Zélande

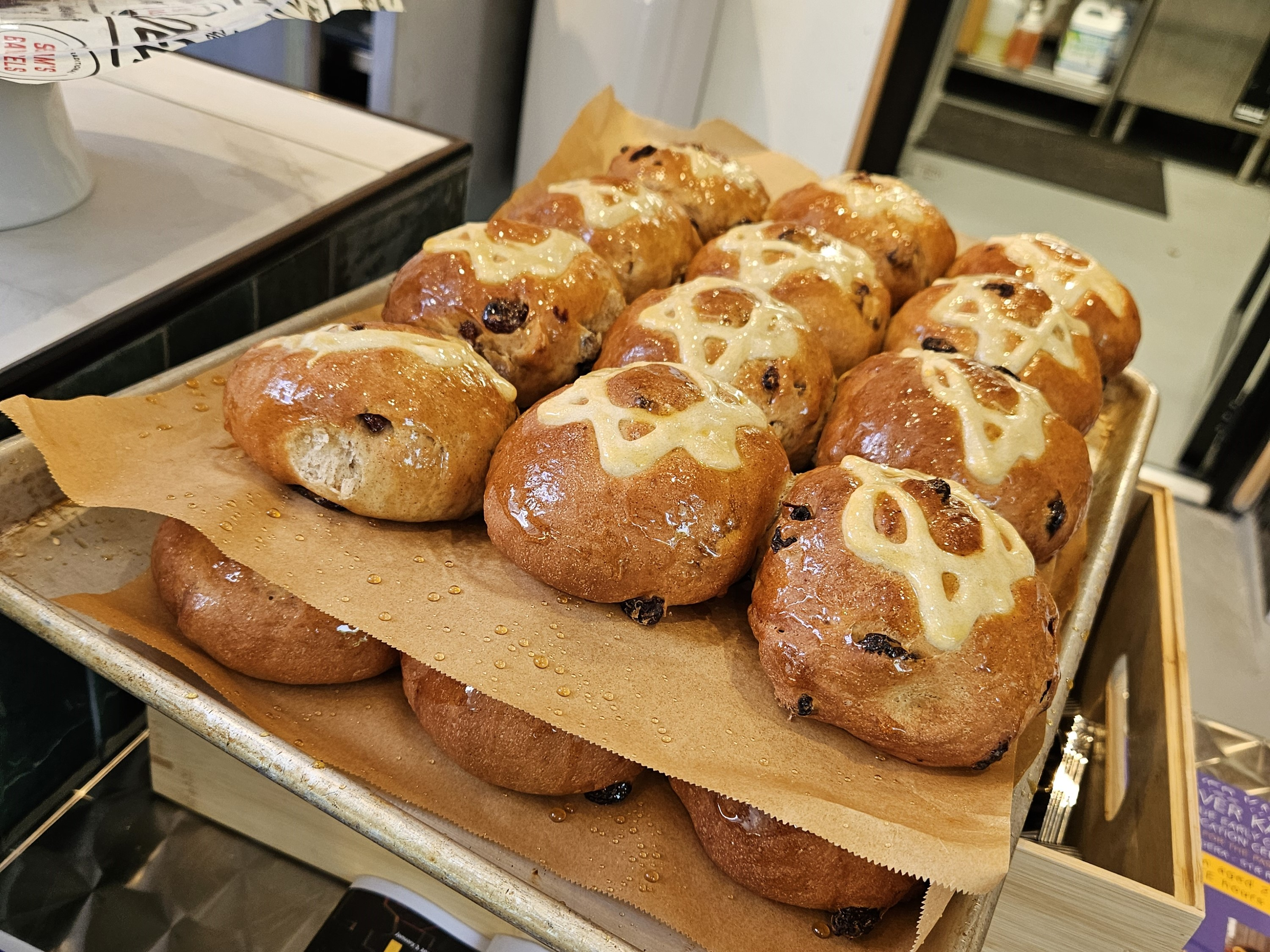
Hot cross buns décorés d'étoiles de David, servis lors d'une Congrégation à Auckland.

L'histoire des Juifs en Nouvelle-Zélande commence dans les années 1830 avec l'arrivée de marchants juifs anglais et se poursuit jusqu'à aujourd'hui. La communauté juive comporte entre 7 000 et 10 000 membres, ce qui en fait la troisième plus importante en Océanie, après celle d'Australie (plus de 110 000) et celle d'Hawaï (entre 8 000 et 10 000).

## Histoire

### 19e siècle
Dans les années 1830, les premiers juifs arrivent en Nouvelle-Zélande à bord des bateaux britanniques (le pays n'est pas encore une colonie à part entière, il le devient en 1840). Parmi eux se trouve Joel Samuel Polack, qui arrive en 1831 et qui rédige à son retour en Angleterre plusieurs livres qui décrivent la société et la culture traditionnelle maorie, les habitants autochtones de l'île.
D'autres juifs contribuent au développement économique et politique de la colonie. On peut citer John Israel Montefiore (un marchand qui ouvre plusieurs magasins à Russell et à Auckland), David Nathan (un marchand qui établit la compagnie L.D. Nathan and Company et qui participe à la création de la Chambre de commerce d'Auckland en 1858) ou encore Nathaniel Levin (qui fonde la compagnie d'import-export Levin & Co à Wellington).
La première cérémonie juive à être réalisée sur l'île est le mariage de David Nathan et de Rosetta Aarons le 31 octobre 1841. Leur fille, née le 10 janvier 1843 et prénommée Sarah Nathan, est la première personne juive à naitre sur l'île.
Le premier service de prière est organisé le 7 janvier 1843, quelques jours après l'arrivée d'Abraham Hort depuis Londres. Hort participe à l'organisation de la communauté en Nouvelle-Zélande et David Isaacs, qui émigre avec lui, sert de mohel (personne qui réalise la circoncision rituelle juive) et de shohet. La première cérémonie funéraire se déroule en 1845.
Dans les années 1860, plusieurs centaines de juifs anglais, allemands et polonais émigrent en Nouvelle-Zélande pour y chercher de l'or. Après 1881, certains juifs russes arrivent dans la colonie pour fuir la persécution du nouveau gouvernement tsariste.

### 20e siècle
La montée du nazisme en Allemagne dans les années 1930 pousse certains juifs à émigrer en Nouvelle-Zélande. Malgré une politique d'immigration restrictive mise en place dans les années 1880, environ 1 000 juifs arrivent jusqu'au déclenchement de la Seconde Guerre mondiale en 1939. Peu de juifs sont admis pendant et après l'Holocauste.
Durant la Première et la Seconde Guerre mondiale, des dizaines de soldats juifs néo-zélandais servent dans l'armée.
Des réfugiés juifs arrivent à nouveau dans le pays depuis la Hongrie après les révoltes de 1956 et depuis les pays de l'Union soviétique dans ses dernières années et après sa chute.

### 21e siècle
En 2010, la shehita, le rite juive d'abatage des animaux, est au centre d'une controverse lorsque le Ministre de l'Agriculture décide qu'elle ne peut pas être l'objet d'une dérogation du nouveau code sur le bien-être animal.
Le mouvement Habad se développe dans quelques villes du pays. Leur centre à Christchurch est détruit par le tremblement de terre de 2011, un nouveau centre ouvre à Auckland l'année suivante.
En 2019, la Congrégation hébreu d'Auckland (en) achète le campus de Saint Kentigern Girls' School à Remuera. En 2023, une Moishe House (en) ouvre à Auckland.

## Personnalités
Dès le début de l'organisation de la colonie britannique en Nouvelle-Zélande, des juifs sont élus dans des positions politiques, au sein de gouverneurs locaux ou du Parlement. En 1873, le député juif Julius Vogel est élu Premier ministre. Il réalise deux mandats entre avril 1873 et juillet 1875, et tient à nouveau ce rôle de février à septembre 1876. Deux autres Premiers ministres sont juifs dans l'histoire du pays : Francis Bell (du 14 au 30 mai 1925) et John Key (de 2008 à 2016).
Emily Siedeberg, la première femme à obtenir un diplôme de médecine, et Ethel Benjamin (en), la première femme à devenir avocate, sont juives. Michael Myers devient Chief Justice en 1929.
En octobre 1980, Colin King est élu maire d'Auckland, succédant à Dove-Myer Robinson, en poste pendant douze ans et qui était né dans une famille juive, bien qu'il ait rejeté la religion à l'adolescence.

## Communauté et lieux de culte
Selon le premier recensement national dans la colonie néo-zélandaise effectué en 1851, on compte 65 juifs sur 26 707 habitants, soit 0,4% de la population. Au cours de la dernière décennie, on recense 6 800 juifs en 2013 et 5 200 en 2018. En plus de cela, en 2018, 1 854 personnes s'identifient comme ayant des origines juives/israéliennes, sur une population totale de 4,6 millions d'habitants. Des estimations non officielles affirment que le nombre réel est cependant supérieur : le Conseil Juif de Nouvelle-Zélande indique qu'il y aurait 10 000 juifs dans le pays et un livre publié en 2012 (Jewish Lives in New Zealand: A History par Leonard Bell et Diana Morrow) indique que la population juive (incluant les non-pratiquants) pourrait monter jusqu'à 25 000. La majorité d'entre eux sont orthodoxes, avec une petite communauté progressiste.
La première synagogue du pays est construite en 1863 à Dunedin. La même année, la Congrégation hébraïque de Canterbury obtient des fonds pour construire une petite synagogue à Christchurch. Une seconde version est construite sur le même site en 1881. À Wellington, la première synagogue est construite en 1870, une plus grande ouvre en 1929 et le centre communautaire actuel date de 1977. À Auckland, la première synagogue ouvre en 1885, et la communauté migre vers une plus grande en 1967. Au début du XXe siècle, il y a six synagogues dans le pays.
La communauté juive en Nouvelle-Zélande a possédé des établissements d'enseignements comme le Kadimah College à Auckland (1971) et la Moriah School à Wellington (1985-2012), ainsi que des sites pour les jeunes. Le Conseil Juif de Nouvelle-Zélande (New Zealand Jewish Council) sert d'intermédiaire entre la communauté et le gouvernement. Il possède cinq conseils régionaux à Auckland, Waikato, Wellington, Canterbury et Otago. Il y a deux centres destinés aux personnes âgées juives : Shalom Court à Auckland et Wellington Jewish Care

## Antisémitisme
Selon le Conseil Juif de Nouvelle-Zélande, l'antisémitisme n'a jamais été très présent dans l'histoire du pays, mais il n'est pas inexistant.
À la fin de la Seconde Guerre mondiale, contrairement à l'Australie, la Nouvelle-Zélande rejette la majorité des demandes d'immigration liées au judaïsme.
En 1977, le Parti national socialiste de Nouvelle-Zélande (en) imprime et distribue à Auckland 9 000 pamphlets antisémites qui contiennent des images d'Hitler et qui associent les juifs au diable. Le leader du mouvement, Colin King-Ansell, est la première personne à être condamnée pour discours de haine dans le pays.
En 2004, des tombes juives à Wellington sont vandalisées à deux reprises. Des incidents similaires se produisent à Auckland en 2012 et à Dunedin en 2015.
La guerre à Gaza, en cours depuis le 7 octobre 2023, a participé à l'augmentation des incidents et violences antisémites en Nouvelle-Zélande. Le Centre de l'Holocauste de Wellington révèle en septembre 2024 que 50% des parents juifs interrogés indiquent que leur enfant a été victime d'antisémitisme au cours de la dernière année à l'école.

## Mémoire
Le centre sur l'Holocauste de Nouvelle-Zélande (Holocaust Center of New Zealand) ouvre à Wellington en 2007. Le Musée d'Auckland possède une galerie dédiée à l'Holocauste.
Un musée virtuel appelé Jewish Lives et qui présente une collection d'archives ouvre en 2021.
Une plaque qui commémore les soldats juifs qui ont servi pendant la Première et la Deuxième Guerre mondiale est installée dans le centre communautaire juif à Wellington.